# Justizanstalt Graz-Jakomini

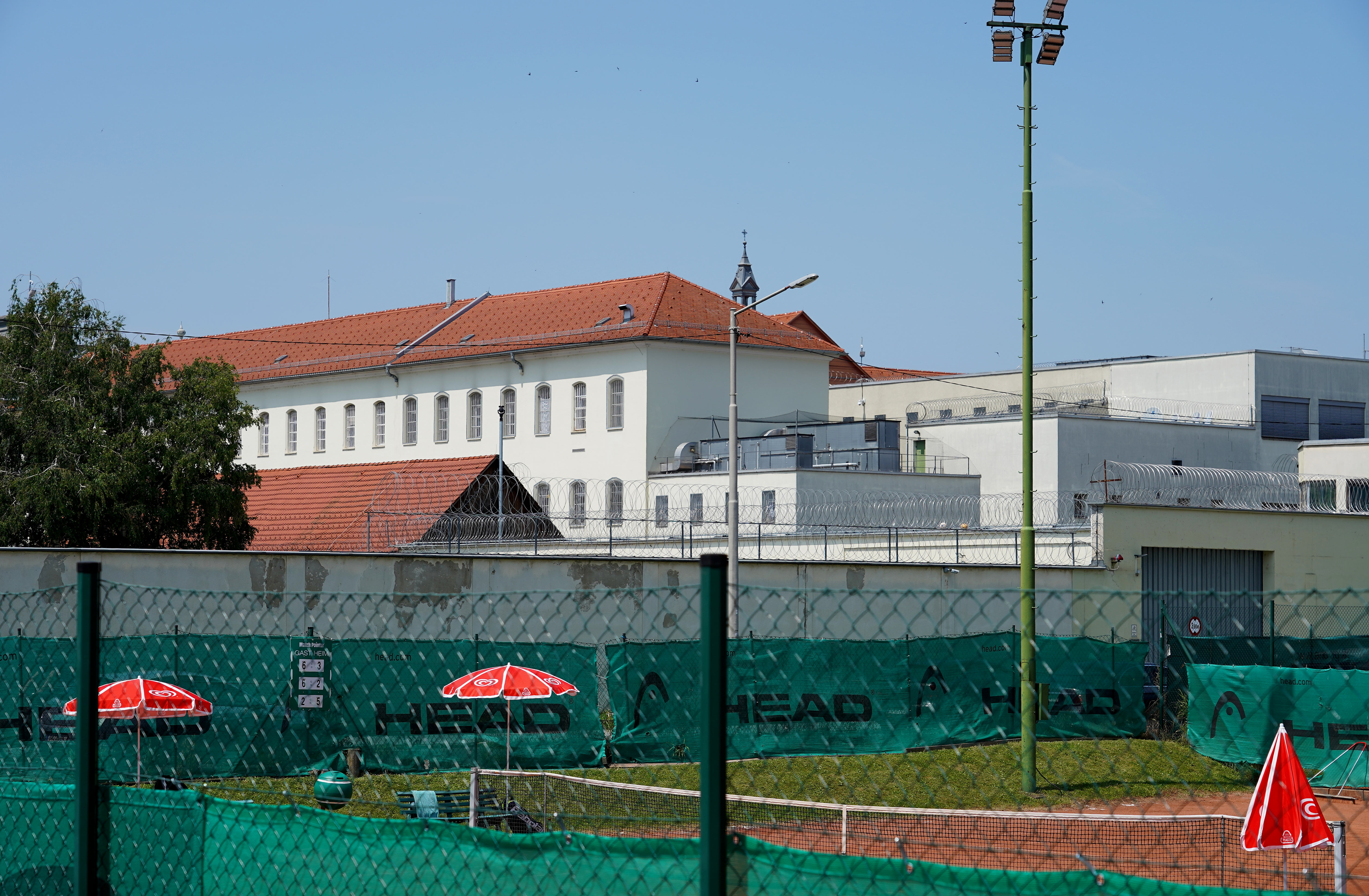
Justizanstalt Graz-Jakomini

Die Justizanstalt Graz-Jakomini, auch Landesgerichtliches Gefangenenhaus Graz ist ein Gerichtliches Gefangenenhaus in Jakomini, dem 6. Stadtbezirk der steirischen Landeshauptstadt Graz. Die Haftanstalt ist dem Landesgericht für Strafsachen organisationszugehörig. Als Gefängnis stellt die Justizanstalt das zweitgrößte Gerichtshofgefangenenhaus sowie die viertgrößte Strafvollzugseinrichtung Österreichs dar. Die Außenstelle Paulustorgasse ist noch innerhalb von Graz-Innere Stadt angesiedelt.
Bereits bei der Errichtung des Landesgerichts für Strafsachen in den Jahren 1890 bis 1895 wurde der Gefängniskomplex im Süd- und Ostbereich des Gebäudes eingerichtet.

## Konzeption
Das Grundstück liegt an der Ostseite der Conrad-von-Hötzendorf-Straße und hat etwa 26.000 m² Fläche, davon sind ca. 10.500 m² bebaut. Im etwa 3-stöckigen Gebäude können bis zu 443 Gefangene untergebracht werden. In der Außenstelle Paulustorgasse besteht weiters eine Kapazität zur Aufnahme von 70 Insassen. Zum Stichtag 30. August 2007 waren in Graz-Jakomini 484 Personen inhaftiert, was einer Gesamtauslastung von 94,35 % entspricht. Damit war die Justizanstalt Graz-Jakomini eine der am schwächsten ausgelasteten Justizanstalten Österreichs.
In der Justizanstalt können Untersuchungshäftlinge, Strafgefangene mit einer Gesamthaftzeit bis zu 18 Monaten sowie Verwahrungs- und Schubhäftlinge untergebracht werden. Diese Gefangenen werden in eigenen Abteilungen getrennt angehalten. Dabei existieren Abteilungen für männliche Erwachsene, für weibliche Erwachsene, für junge Erwachsene sowie eine eigene Jugendabteilung. Zudem kann zwischen Erstvollzug, Fahrlässigkeitsvollzug, Entlassungsvollzug, gelockertem Vollzug und Normalvollzug unterschieden werden. Auch der Vollzug von Verwaltungs- und Finanzverwaltungsstrafhaften wird teilweise in der Justizanstalt Graz-Jakomini durchgeführt.
Als spezielle Einrichtungen können eine Mutter-Kind-Abteilung sowie eine in Zusammenarbeit mit dem Sonderpädagogischen Zentrum Ellen Key geführte Schule für die Jugendlichen Insassen angesehen werden. Neben dieser Schulausbildung steht den Häftlingen außerdem eine Lehrausbildung in 12 möglichen Lehrberufen zur Auswahl.

## Bekannte Insassen
- Jack Unterweger, bekannt als „Häfenliterat“ verübte 1994 im Gefangenenhaus Graz-Jakomini Selbstmord.